# Пирогово (Алнашский район)
Пиро́гово — деревня в Алнашском районе Удмуртии, входит в Байтеряковское сельское поселение. Находится в 12 км к юго-западу от села Алнаши и в 98 км к юго-западу от Ижевска.
Население на 1 января 2008 года — 81 человек.

## История
По итогам десятой ревизии 1859 года в 20 дворах казённой деревни Колтымак-Пирог (Пирогово) Елабужского уезда Вятской губернии проживали 75 жителей мужского пола и 78 женского.
В 1921 году, в связи с образование Вотской автономной области, деревня передана в состав Можгинского уезда. В 1924 году при укрупнении сельсоветов она вошла в состав Кадиковского сельсовета Алнашской волости. В 1929 году упраздняется уездно-волостное административное деление и деревня причислена к Алнашскому району. В том же году в СССР начинается сплошная коллективизация, в процессе которой в деревне образована сельхозартель (колхоз) «Горд Армия» (Красная Армия).
- Замятин Игнатий Григорьевич (1882 г.р.) — кулак.
- Замятина Марфа Федоровна (1881 г.р.) — член семьи кулака.
- Замятина Анна Максимовна (1902 г.р.) — член семьи кулака.
- Замятин Николай Игнатьевич (1905 г.р.) — член семьи кулака.
- Замятина Юлия Игнатьевна (1922 г.р.) — член семьи кулака.
- Замятин Василий Николаевич (1925 г.р.) — член семьи кулака.
- Замятина Антонина Николаевна (1927 г.р.) — член семьи кулака.

В 1950 году проводится укрупнение сельхозартелей колхоз «Горд Армия» упразднён, несколько соседних колхозов объединены в один колхоз «имени Суворова». В 1954 году Кадиковский сельсовет упразднён и деревня перечислена в Кучеряновский сельсовет, а в 1964 году Кучеряновский сельсовет переименован в Байтеряковский сельсовет.
16 ноября 2004 года Байтеряковский сельсовет был преобразован в муниципальное образование «Байтеряковское» и наделён статусом сельского поселения.